# Sceptonia longisetosa
Sceptonia longisetosa är en tvåvingeart som beskrevs av Sevcik 2004. Sceptonia longisetosa ingår i släktet Sceptonia, och familjen svampmyggor. Arten är reproducerande i Sverige.